# 딜리버리히어로
딜리버리히어로(영어: Delivery Hero)는 독일의 음식 배달 서비스 회사이다. 스웨덴 출신의 컨설턴트인 니콜라스 외스트버그 등 4명에 의해 2011년 5월 베를린에서 창업되었다. 딜리버리히어로는 유럽, 아시아, 라틴 아메리카, 중동의 40개 이상의 국가에서 운영되며 250,000개 이상의 레스토랑과 파트너 관계를 맺고 있다. 2017년 6월 기업공개(IPO)되어 독일 프랑크푸르트 증시에 상장되었다. 주요 주주로는 남아프리카공화국 기반의 투자회사 내스퍼스 (22%), 테슬라 2대 주주인 영국 투자회사 베일리 기포드 (10.6%) 등이 있다.
2018년 연례 보고서에 따르면 딜리버리히어로는 온라인 주문 서비스 업계에서 세계적으로 유명하며, 2018년에 3억 6,700만 건 이상의 주문을 처리했다.
대한민국에서는 배달의민족을 운영한다.

## 딜리버리히어로 코리아
딜리버리 히어로는 2011년 11월 유한회사 알지피코리아라는 이름으로 한국 네트워크를 설립하였다. 이후 2012년 8월 요기요라는 브랜드명의 배달앱 서비스를 시작했다. 이후 딜리버리 히어로는 2014년 12월 배달통의 지분 절반 이상을 사들여 최대 주주가 되었고, 2015년 4월 배달통을 인수하였다. 이후 알지피코리아가 그 운영을 맡게 되었다. 2016년 11월에는 지마켓 음식 배달을 서비스하는 앤팟을 인수했다고 밝혔다.
2017년 7월 신임 대표이사로 강신봉 당시 부사장(COO)이 선임되었다. 그는 2016년 1월 취임해 서비스운영본부와 세일즈본부를 총괄해왔으며, 이전에는 이베이 코리아의 2009년 지마켓 인수 작업을 리드한 것으로 알려졌다.
2017년 9월 알지피코리아는 배달 대행 앱 푸드플라이의 운영사 플라이앤컴퍼니 지분 100%를 인수한다고 발표했다. 2018년 12월에는 사명을 딜리버리히어로 코리아로 변경하였다.
2019년 11월 19일 유한회사에서 조직 변경하여 주식회사 딜리버리히어로코리아로 바꾸었다. 2019년 11월 21일 주식회사에서 조직 변경하여 유한책임회사 딜리버리히어로코리아로 바꾸고, 12월 24일 등기하였다.
2019년 12월 13일 딜리버리히어로 코리아는 DH본사가 우아한형제들의 기업가치를 40억달러로 평가하여 국내외 투자자 지분 87%를 인수하는 등 내용의 협약을 맺었다고 밝혔다.